# 陈顺乐
陈顺乐（1932年2月—2021年1月23日），男，浙江宁波人，中国风湿病学家，曾任上海交通大学医学院附属仁济医院教授、博士生导师。